# فولوديمير هرينيوف
فولوديمير هرينيوف، (بالأوكرانية: Володи́мир Бори́сович Гриньо́в)‏ (من مواليد 26 يوليو 1945 ، أوبلاست بيلغورود) سياسي أوكراني ، نائب رئيس البرلمان الأوكراني منذ 7 يونيو 1990 حتى 29 يونيو 1993.